# Obatarian
Obatarian (オバタリアン?) è un manga yonkoma di genere comico scritto da Katsuhiko Hotta e pubblicato da Takeshobo sulla rivista Manga Life dal 1988 al 1998.
Il titolo Obatarian (od Obattalion) era una parola d'ordine presente a fine degli anni '80, creata come gioco di parole della parola giapponese "Oba" (おば, "donna di mezza età") e il titolo giapponese del film Il ritorno dei morti viventi, ("Battalion"/バタリアン). 
Il manga venne adattato da Sunrise in uno speciale televisivo anime, che andò in onda su TV Asahi il 3 aprile 1990.
Il manga vinse il Bungeishunjū Manga Award del 1989.